# برادران سیسترز (فیلم)
برادران سیسترز (انگلیسی: The Sisters Brothers) یک فیلم کمدی سیاه وسترن به کارگردانی ژاک اودیار است که در سال ۲۰۱۸ منتشر شد. از بازیگران آن می‌توان به جان سی ریلی، واکین فینیکس، جیک جیلنهال، ریز احمد، ربکا روت، الیسن تولمن، روتخر هاور، کارول کین، ریچارد بریک و کرید برتن اشاره کرد.

## داستان
داستان در سال ۱۸۵۱ در اورگن و کالیفرنیا، همزمان با تب طلا رخ می‌دهد. چارلی و ایلای به‌دنبال کشتن هرمن کرمیت وارم راهی کالیفرنیا می‌شوند که در این مسیر اتفاقات بسیاری رخ می‌دهد و پس از رسیدن به مقصد، ماجرا به شکلی متفاوت با نقشه ابتدایی ادامه پیدا می‌کند.